# Денисенко, Лариса Владимировна

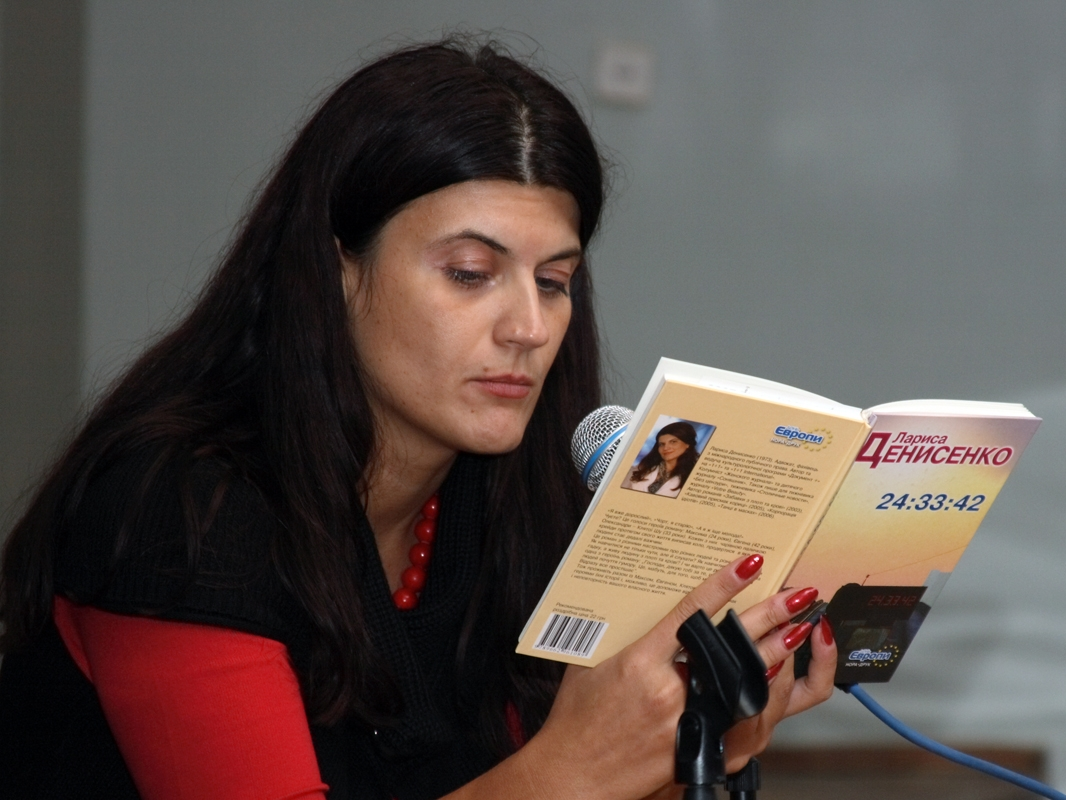
Лариса Денисенко

Лари́са Владимировна Денисе́нко (укр. Лариса Володимирівна Денисенко; 17 июня 1973, Киев, УССР) — украинская писательница, журналистка, адвокат и телеведущая.

## Биография
Родилась в русскоязычной семье литовско-греческого происхождения, по собственному утверждению украинским языком овладела в 23 года.
В детстве занималась в музыкальной школе.
В 1995 году окончила юридический факультет Киевского университета имени Тараса Шевченко, Центрально-Европейский университет (Прага).
Работала адвокатом, представляющим интересы граждан в Европейском суде по правам человека (Страсбург), директором департамента международного права Министерства юстиции, советником Министра юстиции, научным консультантом комитетов Верховной рады Украины, возглавляла украинское отделение международной антикоррупционной организации Transparency International (Берлин).
Ведёт адвокатскую практику, работает автором и ведущей культурологической программы «Документ +» на украинских телевизионных каналах «Студия 1+1» и «1+1 International». Вела авторские колонки в «Жіночом журналі» и детском журнале «Соняшник».
Литературная карьера началась победой в конкурсе «Коронация слова» в 2002 году (гран-при, «Игрушки из плоти и крови»).

## Сочинения
- Сарабанда банды Сары (2008, издательство «Нора-Друк»)
- 24:33:42 (2007, издательство «Нора-Друк»)
- Танцы в масках (2006, «Нора-Друк»)
- Корпорация идиотов (2006, «Нора-Друк»)
- Кофейный привкус корицы (2005, издательство «Кальварія»)
- Игрушки из плоти и крови (2004, «Кальварія»)